# Calvignasco
Calvignasco là một đô thị ở tỉnh Milano thuộc vùng Lombardia của Italia, khoảng 20 km về phía tây nam của tỉnh lỵ Milano. Đến thời điểm 31 tháng 12 năm 2004, dân số đô thị này là 1.065 người, diện tích là 1,9 km².
Calvignasco giáp các đô thị: Rosate, Vernate, Bubbiano, Casorate Primo.